# Erwin Böhm
Erwin Böhm (* 16. Mai 1940 in Wien) ist ein österreichischer Pflegewissenschaftler. Er gab seit den 1970er Jahren neue Impulse in der psychiatrischen Pflege, die darauf angelegt ist, den betroffenen Menschen Selbstständigkeit zu vermitteln und sie zu reaktivieren.

## Leben und Werk
Böhm wurde 1963 Diplomierter Psychiatrischer Krankenpfleger. 1979 wurde sein Projekt Übergangspflege offiziell als Modellversuch in Wien gestartet. Von 1987 bis Ende 1992 war Böhm Pflegedienstleiter bei seinem eigenen Projekt im seinerzeit neugegründeten Kuratoriums für psychosoziale Dienste (PSD). 1983 entwickelte er das österreichische Pflegemodell: die „Reaktivierende Pflege nach Böhm“, das 1985 vom Weltkongress für Geriatrie in New York anerkannt wurde.
1990 gründete Böhm die „Österreichische Gesellschaft für Geriatrische und Psychogeriatrische Fachkrankenpflege und angewandte Pflegeforschung“(AGPK), als gemeinnützigen Fortbildungsverein.
1996 wurde Böhm zum Schulungsbeauftragten des Wiener Krankenanstaltenverbundes (KAV) für die Übergangspflege und das „Psychobiographische Pflegemodell nach Böhm“ bis zu seiner Pensionierung im Jahr 2000 bestellt. Im Mai 2000 wurde ihm der „LAZARUS Ehrenpreis für sein Lebenswerk“ und der Berufstitel Professor verliehen.
Anfang 2000 gründete er zusammen mit Armin Negel die Böhm-Negel GmbH als Weiterbildungseinrichtung in Deutschland, die aber nur bis Oktober 2003 Bestand hatte.
2002 verließ Böhm den Verein AGPK, um das „Europäische Netzwerk für Psychobiographische Pflegeforschung nach Erwin Böhm“ mit dem Sitz in Bochum zu gründen. 2010 wurde von ihm der wissenschaftliche Beirat zu seinem neuen Netzwerk ins Leben gerufen und 2013 in Österreich die „ENPP-Böhm Austria GmbH“ gegründet.

## Psychobiografisches Pflegemodell nach Böhm
Böhms Pflegemodell unterscheidet sich von den herkömmlichen Pflegemodellen, da es nach seiner Aussage kein Pflegemodell im klassischen Sinn sei. Stattdessen lebe sein Modell von seinen Erfahrungswerten: „Das Modell muss sich auch weiterentwickeln, weil sich die Menschen, der Zeitgeist, die Traditionen und Gebräuche ja auch weiterentwickeln.“
Böhm geht davon aus, dass Körper, Seele, Geist, soziales Umfeld und persönliche Geschichte in einem ständigen Zusammenhang stehen, sich einander bedingen und aufeinander wirken. Die am Pflegeprozess beteiligten Personen haben es dabei nicht mit einer Reihe von Krankheiten zu tun, sondern, so Böhm, mit Menschen, die unter der Bedingung einer Krankheit leben. Grundprinzip des von Böhm entwickelten Ansatzes ist hierbei, dem Klienten wieder Selbstständigkeit zu vermitteln, ihn zu reaktivieren.

## Normalitätsprinzip
Böhm prägte ebenfalls den Begriff des Normalitätsprinzips. Er geht davon aus, dass jeder Mensch, geprägt durch seine Sozialisation, Kultur und Erfahrungen, eine persönliche Lebensform entwickelt, aus der sich sein Bild eines normalen Verhaltens und Handelns ergibt:
- wie und was er isst
- wie er mit Mitmenschen in Beziehung tritt
- womit er sich beschäftigt und wie man dies tut
- worin er den Sinn des Lebens sieht
- wie er sich kleidet

Böhm geht davon aus, dass Menschen mit einer Demenz verstärkt auf die Normen und Handlungsweisen aus der früheren Lebenszeit zurückgreifen.

### Kritik am Modell
Böhms Kritiker verweisen auf Probleme im Pflegealltag, da bei dem Modell von Böhm alle Personen (Arzt, Abteilungshelfer, Pflegehelfer, Zeitarbeit) auf einer Station nach diesem Modell geschult sein müssen, was in der Praxis nur schwer bis gar nicht umsetzbar wäre. Vor allem in der Langzeitpflege sei eine Umsetzung aus Kostengründen fast nicht möglich. Das Gegenteil beweisen jedoch die Heime, die nach dem Böhm Siegel ENPP zertifiziert sind (siehe Homepage des ENPP).

### Rechtsstreitigkeiten
2002 verließ Böhm den „Verein Österreichische Gesellschaft für geriatrische und psychiatrische Krankenpflege und angewandte Pflegeforschung“ und es kam in der Folge zu Streitigkeiten wegen Urheberrechtsverletzungen mit dem AGPK.

## Ehrungen
Als Begründer der psychobiographischen Pflegetheorie und der sich
daraus ergebenden „re-aktivierenden- und symptomspezifischen Pflege“ ist Böhm einer der bedeutendsten zeitgenössischen Pflegeforscher für psychogeriatrische Pflege. Sein Modell wird im In- und Ausland vielfach anerkannt und nachempfunden. Für seine
großen Verdienste in der Kranken- und Altenpflege wurden ihm verliehen:
- Silbernes Verdienstzeichen des Landes Wien
- Goldenes Ehrenzeichen für Verdienste um die Republik Österreich
- Berufstitel Professor, 2000
- LAZARUS Ehrenpreis für Lebenswerk in der Pflege,[7] Aufnahme in die „Ehrenhalle der Pflege“[8], 2000

## Werke (Auswahl)
- Krankenpflege – Brücke in den Alltag. Loccum, Psychiatrie-Verlag, 1985 (zur Übergangspflege)
- Verwirrt nicht die Verwirrten. Bonn, Psychiatrie-Verlag, 1988. (vielfache Neuauflagen)
- Pflegediagnose nach Böhm. Basel, Recom-Verlag, 1989
- Ist heute Montag oder Dezember? Erfahrungen mit der Übergangspflege. Überarb. Neuausg., Psychiatrie-Verl., Bonn 1992, ISBN 3-88414-062-0. (früher u.d.T.: Krankenpflege – Brücke in den Alltag, s. o.)
- Psychobiographisches Pflegemodell nach Böhm; Bd. 1: Grundlagen; Bd. 2: Arbeitsbuch. Taschenbuchausg., 3. Aufl., Maudrich, Wien u. a. 1999, ISBN 3-85175-733-5. (2 Bände)
- Pschyr-Rempler oder medi-zynische Böhm-merkungen oder keiner versteht keinen – aber wir reden. Maudrich, Wien u. a. 2000, ISBN 3-85175-746-7. (Hinweis: Humoristische Darstellung)
- Seelenlifting statt Gesichtsstraffung. Älterwerden akzeptieren – Lebensantriebe reaktivieren. 1. Aufl., Ed. Das Narrenschiff im Psychiatrie-Verlag, Bonn 2005, ISBN 3-88414-385-9.
- Happy Aging statt Anti Aging. Tipps gegen die selbstgemachte Senilität. Empfehlungen (solange man lebt sei man lebendig!). Maudrich, Wien u. a. 2006, ISBN 3-85175-843-9.